# 大島幸雄
大島 幸雄（おおしま ゆきお、1950年 - ）は、日本の日本史学者。

## 来歴
埼玉県生まれ。1975年駒澤大学大学院人文科学研究科日本史学専攻修士課程修了
。
史聚会代表幹事、鴻巣市文化財保護委員などを歴任。

## 著書

### 単著
- 『平安朝漢文日記索引 - 典籍文書名篇』国書刊行会 1992.11
- 『平安後期散逸日記の研究』岩田書院 2016.12[6]

### 共編
- 『政事要略総索引』木本好信共編 国書刊行会 1982 国書索引叢刊
- 『朝野群載総索引』木本好信共編 国書刊行会 1982 国書索引叢刊
- 『親経卿記』木本好信・細谷勘資共編 高科書店 1994
- 『國書・逸文の研究』所功先生還暦記念会 編 臨川書店 2001.12
- 『論集文学と音楽史 : 詩歌管絃の世界』磯水絵編 和泉書院 2013.6

### 論文
- CiNii>